# Sia kuhlgatzi
Sia kuhlgatzi is een rechtvleugelig insect uit de familie Stenopelmatidae. De wetenschappelijke naam van deze soort is voor het eerst geldig gepubliceerd in 1910 door Karny.